# Oryctes
Oryctes (лат. , от др.-греч. ὀρύκτης «землекоп») — род жуков, принадлежащий к подсемейству дупляки в составе семейства пластинчатоусые.

## Особенности имаго
Длина тела 24 — 50 мм. Крупные жуки с сильно вытянутым, параллельным, слабо или умеренно выпуклым телом. Окраска преимущественно темная, буро-чёрная или почти чёрная, реже — светлая, каштаново-бурая.
Передний край наличника спереди с широкой и глубокой полукруглой выемкой, ограниченной 2 далеко расставленными, острыми зубцами. Глазные лопасти узкие.
На голове расположен рог, который у самцов может достигать более или менее значительной длины, обычно имеет изогнутую форму, постепенно утончается к вершине, направлен назад и вверх. У самки рог расположен в передней части головы — маленький, конический, или находится посредине головы и в таком случае довольно развитый, изогнутый, направлен вверх и назад.
Усики 10-члениковые, с небольшой, 3 члениковой булавой.
Верхние челюсти широкие, на внутреннем крае с широким, закругленным зубцом. Переднеспинка у самца и самки спереди с большой ямкой, покрытый густыми морщинками, на переднем крае заднего возвышения с 1 или 2 сближенными бугорками. Надкрылья параллельные, иногда в редких, мелких точках, без точечных рядов, иногда в крупной пунктировке, с явственными ребрами, ограниченными с двух сторон точечными бороздками.
Ноги сильные, но не длинные. Передние голени широкие, снаружи с 3 зубцами, иногда еще с дополнительным зубчиком между средним и основным зубцами. Средний и вершинный зубцы сближены между собой, выемки между зубцами угловатые; снизу, против среднего зубца, находится длинный, острый зубец, направленный вперед и вниз.
Средние и задние голени длинные, мало утолщенные, снаружи с 2 косыми килями. Средние и задние ланки длинные, с удлиненными члениками, несущими снизу ряды не особенно длинных щетинок, на вершинах с венцами щетинок. Коготки относительно длинные, довольно сильные, умеренно изогнутые. Задние бедра удлиненные, слабо утолщенные.

## Характеристика личинки и куколки
Личинка крупная, толстая С-образно изогнутая. Голова её тёмная, красно-бурого цвета. Первое дыхальце самое большое. Концы дополнительной бороздки на задней части анального тергита направлены ниже углов анальной щели. Коготки без боковых щетинок близ основания. Личинки развиваются в мертвой древесной растительности: в трухлявой древесине, пнях, дуплах, а также в почве у корней мертвых деревьев и кустарников.
Последний сегмент брюшка куколки имеет треугольную форму и на самой вершине с небольшой, треугольной выемкой.
Все виды Oryctes имеют многолетнюю генерацию — в умеренных широтах обычно 3—4 года. Зимовка происходит только в личиночной фазе. Окукливание происходит весной.

## Особенности биологии
Имаго живут 1—2 месяца. Большинство представителей рода приурочено к широколиственным лесам, как в умеренном, так и тропическом поясах. Приуроченность к развитию личинок в мёртвой древесине позволила некоторым видам Oryctes в ходе эволюции оставить леса, являющиеся первичным биотопом для этого рода, и приспособиться к жизни на открытых пространствах, в частности в пустынях, где они питаются отмершими корнями пустынной древесно-кустарниковой растительности — Oryctes ata, Oryctes sinaicus, Oryctes nasicornis punctipennis.
Отдельные виды рода указаны как случайные вредители корней древесных и кустарниковых культурных растений. Например, Oryctes rhinoceros известен как вредитель кокосовой пальмы, а Oryctes elegans — как вредитель финиковой пальмы.

## Систематика
- Подрод Macroryctes
- Подрод Оrусtes
- Подрод Еremoryctes

## Виды и ареал
Род включает в себя более 40 видов, широко распространённых в восточном полушарии.
В Палеарктике обитает 7 видов, из которых 5 видов для неё эндемичны. Наибольшее количество видов — 34, встречается в Эфиопской области, из них более 12 видов распространено на Мадагаскаре, причём 11 видов для него эндемичны.
В Индо-Малайской области встречается 4 вида. В Австралийской области известен 1 вид — Oryctes rhinoceros, завезённый на многие острова Тихого океана.
- Oryctes agamemnon (Burmeister, 1847)
- Oryctes amberiensis (Sternberg, 1910)
- Oryctes anguliceps (Fairmaire, 1901)
- Oryctes ata (Semenov & Medvedev, 1932)
- Oryctes augias (Olivier, 1789)
- Oryctes boas (Fabricius, 1775)
- Oryctes borbonicus (Dechambre, 1984)
- Oryctes capucinus (Arrow, 1937)
- Oryctes centaurus (Sternberg, 1910)
- Oryctes cherlonneixi (Dechambre, 1996)
- Oryctes chevrolati (Guérin-Méneville, 1844)
- Oryctes clypealis (Fairmaire, 1897)
- Oryctes colonicus (Coquerel, 1852)
- Oryctes comoriensis (Fairmaire, 1893)
- Oryctes congonis (Endrödi, 1969)
- Oryctes curvicornis (Sternberg, 1910)
- Oryctes dollei (Fairmaire, 1897)
- Oryctes elegans (Prell, 1914)
- Oryctes erebus (Burmeister, 1847)
- Oryctes forceps (Dechambre, 1980)
- Oryctes gigas (Castelnau, 1840)
- Oryctes gnu (Mohnike, 1874)
- Oryctes gracilis (Prell, 1934)
- Oryctes heros (Endrödi, 1973)
- Oryctes hisamatsui (Nagai, 2002)
- Oryctes latecavatus (Fairmaire, 1891)
- Oryctes mayottensis (Dechambre, 1984)
- Oryctes minor (Waterhouse, 1876)
- Oryctes monardi (Beck, 1942)
- Oryctes monoceros (Olivier, 1789)
- Жук-носорог обыкновенный (Linnaeus, 1746)
- Oryctes nudicauda (Arrow, 1910)
- Oryctes ohausi (Minck 1913)
- Oryctes owariensis (Palisot de Beauvois, 1807)
- Oryctes politus (Fairmaire, 1901)
- Oryctes prolixus (Wollaston, 1864)
- Oryctes pyrrhus (Burmeister, 1847)
- Oryctes ranavalo (Coquerel, 1852)
- Oryctes rhinoceros (Linnaeus, 1758)
- Oryctes richteri (Petrovitz, 1958)
- Oryctes sahariensis (De Mire, 1960)
- Oryctes sinaicus ?? — статус вида оспаривается
- Oryctes simiar (Coquerel, 1852)
- Oryctes sjoestedti (Kolbe, 1905)
- Oryctes tarandus (Olivier, 1789)
- Oryctes vicinus (Gahan, 1900)